# 신안여객
신안여객(新安旅客)은 전라남도 신안군의 농어촌버스 회사이다.

## 주요 연혁
- 1972년 6월 14일: 회사 설립[1]

## 운행 노선

### 목포시의 시내버스
- 130번: 해양대후문 ~ 송공항(유진운수, 태원여객 공동배차)
- 150번: 해양대후문 ~ 송공항

## 보유차량
- 현대자동차: 그린시티, 뉴 슈퍼에어로시티